# Muraenoidei
Muraenoidei è un sottordine di pesci Anguilliformes.

## Famiglie
- Chlopsidae
- Muraenidae
- Myrocongridae